# 율리아 샤크트
율리아 샤크트(Julia Schacht, 1982년 ~ )는 노르웨이의 배우이다.

## 출연 작품
- 올 머스트 다이 (2019)
- 솔네스 (2015)
- 너무 밝히는 소녀 알마 (2011)
- 2023 (2009)
- 미친 섹스 (2005)